# Fernando Ortiz Fernández (futbolista)
Fernando Ortiz (4 de julio de 1992) es un futbolista mexicano profesional, que juega como delantero, actualmente juega para los Cimarrones de Sonora.

## Trayectoria
Debutó en la Primera División de México el día 21 de enero en la cancha del Estadio Morelos de la ciudad de Morelia en un partido entre Monarcas Morelia contra los Santos y que terminó en empate a 1 .
Es surgido de las Fuerzas Básicas Del Morelia, debutó en la Copa MX el día 18 de enero en un partido entre Monarcas Morelia contra los León y que terminó a favor de León 3 a 0.
Su primer gol como profesional lo hizo en 25 de julio  en la cancha del Estadio Morelos de la ciudad de Morelia en un partido entre Monarcas Morelia contra los Mineros de Zacatecas

## Clubes
| Club                 | País   | Año             |
| -------------------- | ------ | --------------- |
| Monarcas Morelia     | México | 2017 - 2018     |
| Cimarrones de Sonora | México | 2018 - Presente |

## Estadísticas
| Monarcas Morelia · México                              |               |               |    |   |   |   |   |    |    |   |
| 1ª                                                     | 2016–17       | 2             | 0  | 3 | 0 | - | - | 5  | 0  |   |
| 1ª                                                     | 2017–18       | 1             | 0  | 5 | 1 | - | - | 6  | 1  |   |
| Total club                                             | Total club    | 3             | 0  | 8 | 1 | - | - | 11 | 1  |   |
| Cimarrones · México                                    |               |               |    |   |   |   |   |    |    |   |
| 2ª                                                     | 2018-19       | 20            | 3  | - | - | - | - | 20 | 3  |   |
| Total club                                             | Total club    | 20            | 3  | 0 | 0 | - | - | 20 | 3  |   |
| Total carrera                                          | Total carrera | Total carrera | 23 | 3 | 8 | 1 | 0 | 0  | 31 | 4 |
| (1)Incluye datos de la Copa México (2016-17, 2017-18). |               |               |    |   |   |   |   |    |    |   |